# آلاله آبی (سرده)
آلاله آبی (نام علمی: Batrachium) نام یک سرده از تیره آلالگان است. این سرده یا جنس در ایران سه گونه گیاه آبزی به نام‌های
- آلاله آبی
- آلاله آبی موئین
- آلاله آبی راکد]] دارد.[۱]